# Метрополитен Джидды
Метрополитен Джидды — планируемый метрополитен в городе Джидда, Саудовская Аравия. Станет третьим метрополитеном в стране (после Мекки и Эр-Рияда).

## История
Мэр Джидды, второго по величине города в Саудовской Аравии и её «экономической столицы», объявил о планах муниципалитета построить метро. 11 марта 2013 года план строительства был одобрен на государственном уровне. Проект включал в себя возведение трёх линий метро общей протяженностью 108 км с 46 станциями. Ожидалось, что разработка проекта займёт 15 месяцев.
В 2014 году инженерное проектирование было поручено компании SYSTRA, а оформление станций, поездов и брендирование – архитектурной компании Foster and Partners.
Открытие системы с 2020 года откладывается. В качестве актуальной даты открытия обозначен 2025 год.

## Линии
Современная версия проекта предполагает строительство четырёх линий метро:
- Зелёная линия (длина 17 км, 9 станций), которая будет идти через центр города, от делового района до железнодорожной станции Аль-Харамейн;
- Синяя линия (длина 39,6 км, 18 станций), которая должна соединить южную часть города и международный аэропорт имени короля Абдул-Азиза;
- Оранжевая линия (длина 44,8 км, 29 станций), планируемая вдоль шоссе Аль-Мадина и Старой Мекки (в том числе через мост Абхар);
- Красная линия (протяженность 58 км, 24 станции) от стадиона короля Абдаллы на север до старой улицы Мекка через улицы короля Абдул-Азиза и короля Абдуллы.